# Паулінгіт

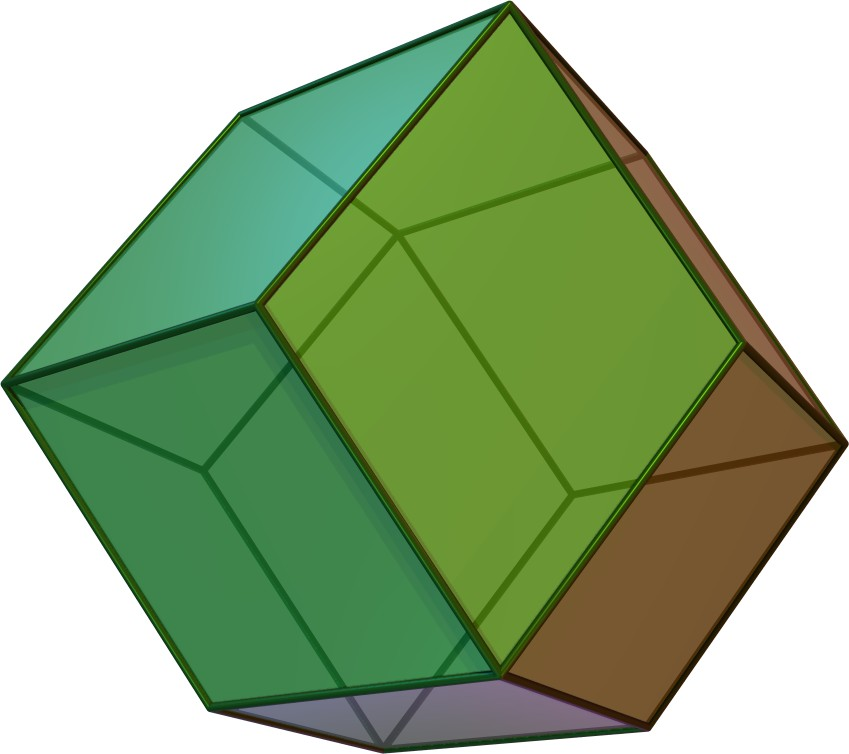
Ромбічний додекаедр має дванадцять граней, кожен з яких є ромбом.

Паулінгіт, полінгіт (рос. паулингит (полингит); англ. paulingite; нім. Paulingit m) — мінерал, складний водний алюмосилікат кальцію, натрію, калію і берилію, група цеолітів.

## Загальний опис
Хімічна формула:
- 1. За К.Фреєм: (K2,Na2,Ca, Ba)76[Al152Si525O1354]•700H2O.
- 2. За Ґ.Штрюбелем, З.Ціммером: (K, Na, Ca)2[Al3Si11O28]•12H2O.
- 3. За «Fleischer's Glossary» (2004): (K, Na)2Ca(Si13Al4)O34 •13H2O.

Склад у % (з базальтів долини р. Колумбія, шт. Вашингтон, США): K2O — 10; CaO — 7; Al2O3 — 9; SiO2 — 67; H2O — 22. Домішки: BaO, Na2O, MgO.
Сингонія кубічна. Гексоктаедричний вид. Утворює ромбо-додекаедричні кристали розміром до 1 мм.
Твердість ~ 5.
Блиск скляний. Безбарвний, коричневий до чорного. Прозорий. Ізотропний.
Зустрічаються в порожнинах базальтів у асоціації з еріонітом, гейландитом, філіпситом, кальцитом і піритом в Колумбія-Рівер (шт. Вашингтон), Ріггінс (штат Айдахо), США.
Названий за прізвищем американського кристалографа, хіміка і фізика Л. К. Полінґа (L.C.Pauling), W.B.Kamb, W.C.Oke, 1960.